# G8+5
El G8+5 o G13 era el grupo de los líderes de las naciones del G8 (Alemania, Canadá, Estados Unidos, Francia, Italia, Japón, Reino Unido y Rusia) más los líderes de 5 de  las principales potencias económicas emergentes, el G-5 (Brasil, China, India, México y Sudáfrica).

## Fundación
El G8+5 fue formado en 2005 cuando Tony Blair, primer ministro del Reino Unido, en su papel de anfitrión de la reunión anual 2005 del G-8 celebrada en Gleneagles, Escocia, invitó a los países emergentes líderes a unirse a las conversaciones. El motivo era formar un grupo más representativo y fuerte que inyectara ímpetu a las conversaciones de la Ronda de Doha, y la necesidad de obtener mayor cooperación en el problema del cambio climático
Los países publicaron una resolución conjunta buscando construir un “nuevo paradigma en la cooperación internacional”.
El Diálogo del Cambio Climático G8+5 fue oficialmente inaugurado el 24 de febrero de 2006 por la Global Legislators Organisation for a Balanced Environment (GLOBE) («Organización Global de Legisladores por un Medio Ambiente Equilibrado») en alianza con Com+, la alianza de comunicadores para el desarrollo sustentable.